# Emplois vie scolaire
Pour les articles homonymes, voir EVS.
Les emplois vie scolaire  (EVS) sont des postes de travaux implantés dans les écoles, les collèges et les lycées. Ces postes sont disponibles dans le cadre d'un contrat aidé : le CUI-CAE (Contrat unique d'insertion-Contrat d'accompagnement dans l'emploi).
Il s'agit d'emplois précaires, peu rémunérés et financés par le ministère du Travail. 
Il existe deux catégories d'EVS :
- ceux qui apportent une aide aux élèves handicapés (la personne employée fait dans ce cas fonction d'Accompagnant d'Elève en Situation de Handicap) ;
- ceux qui apportent une assistance administrative aux directeurs d'école maternelle ou élémentaire ;

Selon les besoins des établissements, cette assistance administrative peut par exemple consister en :
- une aide directe au Directeur d'école ;
- une aide à l'accueil, à la surveillance et à l'encadrement des élèves ;
- une aide à l'encadrement des sorties scolaires ;
- une aide à la documentation ;
- une aide à l'utilisation des nouvelles technologies ;
- une aide à l'animation d'activités culturelles, artistiques ou sportives, dans les classes.

À partir de 2015, plusieurs Académies remplacent des EVS par des jeunes du service civique, moins coûteux et travaillant 6 heures de plus.